# Оогон-Талаа
Оогон-Талаа (кирг. Оогон-Талаа) — село в Базар-Коргонском районе Джалал-Абадской области Кыргызстана. Административный центр Моголского айылного аймака.

## География
Село расположено в юго-восточной части области, на правом берегу реки Кара-Ункюр, на расстоянии приблизительно 30 километров (по прямой) к северо-востоку от города Базар-Коргон, административного центра района. Абсолютная высота — 1066 метров над уровнем моря.

## Население
Согласно оценочным данным Национального статистического комитета Кыргызской Республики, численность населения села на начало 2023 года составляла 3354 человека.
| год     | 2009 | 2014 | 2015 | 2020 | 2021 | 2023 |
| ------- | ---- | ---- | ---- | ---- | ---- | ---- |
| человек | 2943 | 2946 | 2881 | 3230 | 3274 | 3354 |